# Friedrich Adolf Krummacher
Friedrich Adolf Krummacher (Tecklenburg, 13 luglio 1767 – Brema, 14 aprile 1845) è stato un teologo tedesco.

## Biografia
Nacque a Tecklenburg, Westfalia. Dopo aver studiato teologia a Lingen e a Halle, diviene successivamente rettore della scuola di grammatica a Moers (1793), professore di teologia all'Università di Duisburg (1800), predicatore a Kettwig (1807), Consistorialrath e sovrintendente a Bernburg (1812) e, dopo aver rinunciato all'invito all'Università di Bonn, fu pastore dell'Ansgariuskirche di Brema (1824). Morì a Brema.

## Opere
È stato autore di numerose opere religiose, ma è meglio conosciuto dalla sua Parabeln (1805; 9ª edizione 1876; traduzione in inglese 1824). Altre opere:
- Hymnus an die Liebe, 1801
- Parabeln, 3 volumi, 1805–1817
- Über den Geist und die Form der evangelischen Geschichte in historischer und ästhetischer Hinsicht, 1805.
- Die Kinderwelt, 1809
- Festbüchlein, Tl. 1-3, 1808–1819
- Apologen und Paramythien, 1809
- Das Wörtlein: Und, eine Geburtstagsfeier, 1811
- Der Eroberer, eine Verwandlung, 1814
- Johannes, 1815
- Apostolisches Sendschreiben an die Christengemeinden von dem was noth thut zur Kirchenverbesserung, 1815.
- Leiden, Sterben und Auferstehung unseres Herrn Jesu Christi, 1818.
- Fürst Wolfgang zu Anhalt, eine Reformationspredigt, 1820
- Briefwechsel zwischen Asmus und seinem Vetter, 1820
- Die freie evangelische Kirche, ein Friedensgruß, 1821
- Bilder und Bildchen, 1823
- Katechismus der christlichen Lehre, 1823
- Die christliche Volksschule im Bunde mit der Kirche, 1823
- St. Ansgar, 1826
- Das Täubchen, 1828
- Der Hauptmann Cornelius, 1829; Cornelius the Centurion, (tradotto in inglese, Edinburgh, 1841).
- Die Geschichte des Reiches Gottes nach der heiligen Schrift, andeutender Text zu von Kügelgens, 1831–45.
- Das Leben des heiligen Johannes, 1833 The life and character of St. John, the Evangelist and Apostle, (translated into English, Edinburgh, 1839).
- Selbstbiographie, 1869
- Briefe. Nachlese, 1911.

## Famiglia
Suo fratello Gottfried Daniel Krummacher era il capo dei pietisti di Wuppertal. Suo figlio Friedrich Wilhelm Krummacher era un famoso ecclesiastico e autore, così come suo figlio Emil Wilhelm Krummacher.